# Blue Lake Records
Blue Lake Records was een Amerikaans platenlabel, gespecialiseerd in blues, gospel, jazz en doo-wop. Het werd in 1954 opgericht door diskjockey Al Benson als een sublabel van Parrot Records. Het was gevestigd in Chicago en maar kort actief, tot halverwege 1956 toen Parrot Records (en daarmee ook dit sublabel) in financiële problemen kwam. Musici die op Blue Lake uitkwamen waren onder meer Red Saunders, Joe Williams, King Fleming, Sunnyland Slim, Baby Boy Warren, Von Freeman en Little Papa Joe. Veel Blue Lake-opnames werden later verworven door Chess Records.